# غوس خان
غوس خان (بالإنجليزية: Gus Kahn)‏ هو مؤلف موسيقى تصويرية وكاتب أغاني وملحن وشاعر أمريكي، ولد في 6 نوفمبر 1886 في كوبلنتس في ألمانيا، وتوفي في 8 أكتوبر 1941 في بيفرلي هيلز في الولايات المتحدة.

## وصلات خارجية
- غوس خان على موقع IMDb (الإنجليزية)
- غوس خان على موقع ميوزك برينز (الإنجليزية)
- غوس خان على موقع قاعدة بيانات برودواي على الإنترنت (الإنجليزية)
- غوس خان على موقع إن إن دي بي (الإنجليزية)
- غوس خان على موقع أول ميوزيك (الإنجليزية)
- غوس خان على موقع ديسكوغز (الإنجليزية)
- غوس خان على موقع ديسكوغز (الإنجليزية)